# 64. Шахматно-шашечная газета
«64. Шахматно-шашечная газета» — орган Всесоюзного совета физической культуры (ВСФК) при ЦИК СССР и ВЦСПС (1935—1936) и Всесоюзного комитета по делам физкультуры и спорта при СНК СССР и ВЦСПС (1936—1941). Основан 5 июля 1935 года.
Всего вышло 414 номеров (1935—1941): 1935—1940 — 6 раз в месяц; с 1940 (№ 40) по 1941 — 1 раз в неделю. Редактор — Н. Крыленко (1935—1938; № 6); редколлегия (1938—1940; № 55); редактор — В. Гольцев (1940—1941; № 15); редколлегия (1941; № 16—26).
Идея издания газеты возникла в дни проведения Второго Московского международного турнира (1935). Вскоре было принято решение о преобразовании журнала «64» в одноимённую газету.
Постоянная шахматная газета — это явление невиданное не только у нас, но и за границейпередовая статья, 5.7.1935
.
Издание газеты стало событием в шахматной жизни страны.
Я горячо приветствую первую в мире шахматно-шашечную газету. Наша газета будет иметь огромное значение в деле дальнейшего подъёма советского шахматного движения.М. Ботвинник
Газета сыграла видную роль в популяризации шахмат в стране, освещении наиболее важных шахматных событий того времени сплочения шахматных литераторов. С газетой активно сотрудничали известные советские шахматисты: М. Юдович, С. Белавенец, В. Панов, П. Романовский, Г. Левенфиш, Н. Григорьев, И. Рабинович, А. Ильин-Женевский, Н. Рюмин и другие. Опубликовала ряд интересных материалов, рассказывающих о роли шахмат в жизни В. И. Ленина — «В. И. Ленин и шахматы» (автор — Л. Гугель; 1936; № 4), «Как Владимир Ильич играл в шахматы» (воспоминания П. Лепешинского; 1939; № 4). Способствовала развитию и упрочению связей между советскими и зарубежными шахматистами.
Подводя итоги работы за первое пятилетие, газета сообщала (5 июля 1940 года): напечатаны 1556 шахматных партий, 353 окончания шахматных партий, 539 шашечных партий, 101 окончание шашечных партий, 391 шахматная задача, 217 шахматных этюдов, 267 шашечных задач, 232 шашечных этюда, 126 статей по теории шахмат и 25 — по теории шашек. Редакция «64» выпустила 12 бюллетеней крупнейших шахматных соревнований в СССР и за рубежом. Издание прекратилось в связи с началом Великой Отечественной войны 1941—1945 (последний номер вышел 25 июня 1941 года).